# Lexie Bigham
Lexie Donnell Bigham Jr. (Illinois, 4 de agosto de 1968 - Los Angeles, California, 17 de diciembre de 1995) conocido como Lexie Bigham, fue un actor de televisión y cine afroestadounidense. Bigham apareció en numerosas películas independientes y series de televisión. Sus papeles prominentes llegaron en las películas, Los Chicos del Barrio, Seven, Salto al peligro, Dave, presidente por un día, Al sur de Los Ángeles y Aprende como puedas. Falleció a los 27 años de edad el 17 de diciembre de 1995 en Los Angeles, a causa de un accidente de coche, después de filmar la película «Aprende como puedas».